# 天長地久/Drive me crazy
〈天長地久／Drive me crazy〉（日语：／ Eienyorinagaku */?／-）是日本歌手倉木麻衣的第33張單曲，於2010年3月3日由NORTHERN MUSIC發行。單曲的作品概念為「雙面性」，從曲風、歌詞，到作品封面皆為對照概念。第一曲順的〈天長地久〉是一首流行風格的結婚曲，而第二曲順的〈Drive me crazy〉則是一首帶有強勢感覺的節奏藍調歌曲。
單曲獲得樂評家正面的評價，包括讚賞〈天長地久〉平易近人，以及讚賞〈Drive me crazy〉感覺時尚。單曲發行首週以約2.3萬張銷量登上《Oricon公信榜》週榜單第4位，讓倉木本人從出道起所有單曲打進週榜單前10位的紀錄延續至第33張，而累積銷量則達到30,024張。
〈天長地久〉與〈Drive me crazy〉均分別拍攝了音樂錄影帶。前者主要由倉木本人、新娘與一男一女的小孩的片段組成，而後者則主要由兩個造型的倉木在各自的背景跟著舞者唱跳組成。倉木曾在《MUSIC STATION》跟《COUNT DOWN TV》等音樂節目上演唱〈天長地久〉，並在「HAPPY HAPPY HALLOWEEN LIVE 2010」等演唱會上演唱〈Drive me crazy〉。

## 背景與發行
2009年，倉木麻衣發行出道10週年紀念精選輯《ALL MY BEST》後，便在台灣、韓國、香港、上海等多個地方舉行亞洲巡迴演唱會，被倉木本人形容為充滿新鮮、刺激以及感謝的一年。2010年1月，倉木麻衣公開出道紀念活動完結後的新單曲〈天長地久〉發行消息，收錄同名A面曲以及B面曲〈Drive me crazy〉。同年2月，官方緊急宣佈把單曲改為雙A面形式〈天長地久／Drive me crazy〉發行，並同時公開了兩首歌曲的商業搭配項目。
〈天長地久／Drive me crazy〉的作品概念為「雙面性」，從曲風、歌詞，到作品封面皆為對照概念，其中倉木在單曲的初回限定盤封面身穿黑色裝束，而在通常盤封面則身穿白色裝束。作品的另一個概念則是以數字「3」有關，包括作為倉木的第33張單曲發行，發行日期為2010年3月3日，並分為「初回限定盤」、「通常盤」，以及「Musing&FC盤」3種發行形式。

## 詞曲
〈天長地久〉由倉木麻衣填詞、財津和夫作曲，並由佐佐木誠跟原川健編曲，全長3分46秒。歌曲是一首流行風格的結婚曲，主題為「與重要的人的幸福未來」，展現純潔與陽光的印象。倉木形容歌曲為自己以往少有涉獵的風格，因此有一種展開嶄新世界觀的感覺。
〈Drive me crazy〉由倉木麻衣填詞，並由銀色溪流負責作曲與編曲，歌曲全長4分3秒。歌曲是一首帶有性感嗓音與強勢歌詞的節奏藍調樂曲，比起倉木過往相同風格的歌曲有著更強烈的感覺。歌曲亦帶有倉木希望在接下來的一年間，能夠讓歌迷感到「Drive me crazy」，意即讓他們著迷的目標。

## 反響
《CD Journal》的編曲讚賞〈天長地久〉帶有倉木麻衣一貫的感覺，而且是一首平易近人的流行歌曲，而〈Drive me crazy〉則是與此完全相反的節奏藍調歌曲，認為單曲展現出她的實力。Musicnet的大野貴史亦有著相近意見，讚賞〈天長地久〉是一首平易近人的快樂結婚歌曲，而〈Drive me crazy〉則是一首以很酷的歌聲唱出深厚愛情的時尚節奏藍調歌曲，並認為兩首單曲皆是女性化的情歌。
〈天長地久／Drive me crazy〉發行首日以10,817張銷量登上《Oricon公信榜》日榜單第3位，其後以約2.3萬張的首週銷量登上週榜單第4位。單曲的首週銷量比起前作〈Beautiful〉減少約7,000張，但成功讓倉木麻衣從出道起所有單曲打進週榜單前10位的紀錄延續至第33張，繼續保持女性個人歌手的最高紀錄。單曲其後以約2.9萬張銷量登上《Oricon公信榜》2010年3月月榜單第17位，並在2010年底打進年榜單第215位。單曲的累積銷量達30,024張，並在榜單逗留了7週。在日本《告示牌》榜單，〈天長地久〉一曲於正式發行前空降日本百強單曲榜第73位，其後於發行首週最高登上第6位。而〈天長地久／Drive me crazy〉亦在發行首週空降日本單曲實體銷售排行榜第5位。

## 音樂錄影帶

〈天長地久〉音樂錄影帶的其中一幕，出現捧著花束的新娘。

〈天長地久〉與〈Drive me crazy〉均分別拍攝了音樂錄影帶。在〈天長地久〉的音樂錄影帶中，出現了一男一女的小孩、捧著花束的新娘，以及在不同背景下歌唱著的倉木本人。影片其後收錄於單曲初回限定盤附送的DVD，以及精選輯《Mai Kuraki Single Collection ～Chance for you～》初回限定盤附送的DVD。
〈Drive me crazy〉的影片主要由兩部份組成，第一部份為戴上墨鏡的倉木在暗紅色的攝影棚裡拍攝跟與跟隨舞者一起唱跳的模樣，而第二部份則為全黑裝束的倉木在純白色的背景下跟著舞者一起跳唱的樣子。當中亦穿插倉木在其他地方歌唱，以及舞者一起跳舞的片段。影片曾在2010年3月13日至4月12日於YouTube作限時一個月的完整播放，其後亦收錄於精選輯《Mai Kuraki Single Collection ～Chance for you～》初回限定盤附送的DVD。

## 現場表演
倉木麻衣在單曲發行期間曾多次登上電視音樂節目演唱〈天長地久〉宣傳。2010年3月5日，她登上朝日電視台的《MUSIC STATION》作歌曲的首場電視演出。她亦在3月6日分別登上日本電視台的《音樂戰士 MUSIC FIGHTER》，以及富士電視台的《MUSIC FAIR》演唱歌曲。一天後，她分別登上TBS電視台的《COUNT DOWN TV》，以及NHK電視台的《MUSIC JAPAN》演唱歌曲。
在單曲發行後，倉木曾在多場演唱會上演唱〈Drive me crazy〉。2010年10月，她在演唱會「HAPPY HAPPY HALLOWEEN LIVE 2010」上作歌曲的首場演唱會演出。她也分別在2010年12月至2011年3月舉行的巡迴演唱會「Mai Kuraki LIVE TOUR "FUTURE KISS"」，以及2010年12月31日舉行的跨年倒數演唱會「Mai Kuraki COUNTDOWN LIVE 10-11 "FUTURE LOVE IT"」上演唱歌曲。

## 歌曲列表
| CD 線上下載 [ 30 ] | CD 線上下載 [ 30 ] | CD 線上下載 [ 30 ] |
| 曲序               | 曲目               | 时长               |
| ------------------ | ------------------ | ------------------ |
| 1.                 | 天長地久（）       | 3:46               |
| 2.                 | Drive me crazy     | 4:03               |
| 总时长：           | 总时长：           | 7:49               |

| CD       | CD                             | CD    |
| 曲序     | 曲目                           | 时长  |
| -------- | ------------------------------ | ----- |
| 3.       | 天長地久（Instrumental）       | 3:47  |
| 4.       | Drive me crazy（Instrumental） | 3:59  |
| 总时长： | 总时长：                       | 15:36 |

| DVD（初回限定盤附送） | DVD（初回限定盤附送）  |
| 曲序                  | 曲目                   |
| --------------------- | ---------------------- |
| 1.                    | 天長地久（Music clip） |

## 創作名單
資料來自〈天長地久／Drive me crazy〉單曲內頁。

| 〈天長地久〉 - 倉木麻衣－填詞 - 財津和夫－作曲 - 佐佐木誠－編曲 - 原川健－編曲 | 〈Drive me crazy〉 - 倉木麻衣－填詞 - 銀色溪流－作曲、編曲 |

## 商業搭配
| 曲序 | 歌曲名稱           | 搭配項目                                 | 來源   |
| ---- | ------------------ | ---------------------------------------- | ------ |
| M-1  | 〈天長地久〉       | 高絲「Esprique Precious」廣告歌          | [ 31 ] |
| M-2  | 〈Drive me crazy〉 | 日本電視台外購連續劇《英雄》第三季主題曲 | [ 31 ] |

## 銷售榜單
| 榜單（2010年）                                | 最高 位置 |
| --------------------------------------------- | --------- |
| 日本單曲榜日榜單（Oricon）                    | 3         |
| 日本單曲榜週榜單（Oricon）                    | 4         |
| 日本單曲實體銷售排行榜（日本《告示牌》）      | 5         |
| 日本百強單曲榜（日本《告示牌》） 〈天長地久〉 | 6         |
| 日本單曲榜月榜單（Oricon）                    | 17        |
| 日本單曲榜年榜單（Oricon）                    | 215       |

## 資料來源
1. ↑  . Livedoor. 2010-03-03: 1  [2021-02-17]. （原始内容存档于2019-05-06） （日语）.
2. 1 2  . ナタリー. 2010-01-22  [2021-02-17]. （原始内容存档于2021-02-17） （日语）.
3. 1 2  . ナタリー. 2010-02-02  [2021-02-17]. （原始内容存档于2021-02-17） （日语）.
4. ↑  . Musicnet.   [2021-02-17]. （原始内容存档于2014-05-11） （日语）.
5. 1 2 3 4  . CD Journal. 2010-02-02  [2021-02-17]. （原始内容存档于2021-02-17） （日语）.
6. 1 2 3   (單曲內頁). 倉木麻衣. NORTHERN MUSIC. 2010-03-03.
7. 1 2  . barks. 2010-02-02  [2021-02-17]. （原始内容存档于2014-08-27） （日语）.
8. 1 2 3  . Livedoor. 2010-03-03: 3  [2021-02-17]. （原始内容存档于2010-03-11） （日语）.
9. ↑  . Livedoor. 2010-03-03: 4  [2021-02-17]. （原始内容存档于2010-03-11） （日语）.
10. ↑  . CD Journal.   [2021-02-17]. （原始内容存档于2021-02-17） （日语）.
11. ↑  大野貴史. . Musicnet.   [2021-02-17]. （原始内容存档于2010-03-04） （日语）.
12. 1 2  . The Natsu Style. 2010-03-07  [2021-02-17]. （原始内容存档于2021-02-17） （日语）.
13. 1 2 3  . The Natsu Style. 2010-03-09  [2021-02-17]. （原始内容存档于2017-06-14） （日语）.
14. 1 2 3  . Oricon.   [2021-01-17]. （原始内容存档于2011-02-15）.
15. ↑  . 年代流行.   [2021-02-17]. （原始内容存档于2016-10-26） （日语）.
16. ↑  . Oricon.   [2021-02-17]. （原始内容存档于2016-02-17） （日语）.
17. ↑  . Billboard JAPAN.   [2021-02-17]. （原始内容存档于2015-10-03） （日语）.
18. 1 2  . Billboard JAPAN.   [2021-02-17]. （原始内容存档于2017-11-19） （日语）.
19. 1 2  . Billboard JAPAN.   [2021-02-26]. （原始内容存档于2016-04-06） （日语）.
20. 1 2  . Tower Records. 2019-10-28  [2021-01-17]. （原始内容存档于2019-10-28） （日语）.
21. ↑  . 倉木麻衣 Official Website.   [2021-02-17]. （原始内容存档于2010-09-23） （日语）.
22. ↑  . テレビ朝日.   [2021-02-17]. （原始内容存档于2021-02-17） （日语）.
23. ↑  . : 151.   [2021-02-17]. （原始内容存档于2021-02-17） （日语）.
24. ↑  . フジテレビ.   [2021-02-17]. （原始内容存档于2021-02-17） （日语）.
25. ↑  . TBSテレビ.   [2021-02-17]. （原始内容存档于2010-05-02） （日语）.
26. ↑  . MusicTv Program.   [2021-02-17]. （原始内容存档于2018-08-30） （日语）.
27. ↑  . HMV.   [2021-02-17]. （原始内容存档于2014-12-23） （日语）.
28. ↑  . LiveFans.   [2021-02-17]. （原始内容存档于2021-02-17） （日语）.
29. ↑  . LiveFans.   [2021-02-17]. （原始内容存档于2021-02-17） （日语）.
30. ↑  . iTunes Store.   [2021-02-17]. （原始内容存档于2021-02-17） （日语）.
31. ↑  . RecoChoku.   [2021-02-17]. （原始内容存档于2017-06-30） （日语）.